# Orgelleier

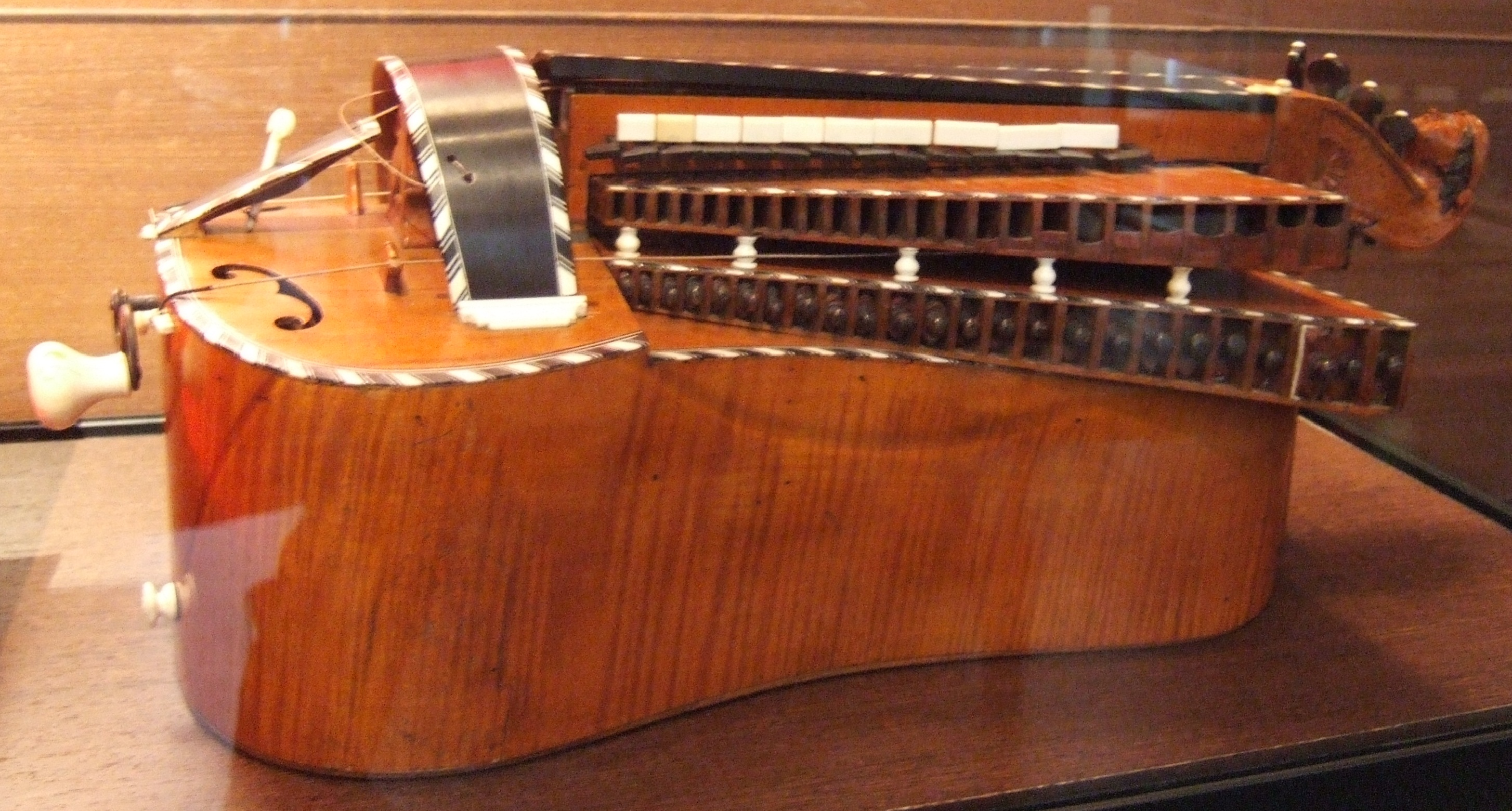
Orgelleier von César Pons, Grenoble, etwa 1770 (Musée des instruments de musique de Bruxelles)

Die Orgelleier, italienisch lira organizzata, französisch vielle Organisée, ist ein Musikinstrument, das aus der Kombination einer Drehleier mit einer kleinen Orgel besteht. Durch die Drehleier-Tastatur wird auch die Mechanik der Orgelventile gesteuert und mit der Kurbel das Windsystem der Orgel betrieben. 
Die Orgelleier steht in der Instrumentenbau-Tradition der "organisierten" Instrumente, bei denen verschiedene Instrumente zu einem neuen kombiniert werden, beispielsweise aus Orgel und Hammerklavier oder Cembalo (siehe auch Claviorganum). (Bröcker, 1977, Seite 163) Diese Instrumente waren meist sehr kostbar und damit auch selten, so sind von der Orgelleier in Europäischen Museen und Sammlungen nur 19 Exemplare erhalten. Die ersten Instrumente wurden vor der Mitte des 18. Jahrhunderts gebaut.  (Bröcker, 1977, Seite 165)

## Bauform
Orgelleiern bestehen aus einer vollständigen Drehleier, besitzen also neben der oder den Melodiesaiten auch eine Saite mit Schnarrsteg und mindestens eine Bordunsaite.  (Bröcker, 1977, Seite 164) Dazu kommen Orgelregister meist mit gedackten Pfeifen aus Holz, meist Zwei- und Vierfuss-Register. Die Ventile der Orgelpfeifen sind über eine mechanische Traktur mit den Schiebe-Stangen der Drehleier-Mechanik verbunden, so dass das Drücken der Taste zugleich auch die entsprechenden Pfeifenventile öffnet. Die Blasebälge der Orgel sind über ein Getriebe mit der Achse des Rades der Drehleier verbunden. Bei den meisten der erhaltenen Instrumente befinden sich die Blasebälge der Magazinbalg und die Windlade innerhalb des Korpus der Drehleier, die Orgelpfeifen liegen oberhalb der Decke des Korpus der Drehleier.
Bei dem Instrument das in London im Victoria and Albert Museum erhalten ist, gibt es ein Vier- und Achtfuss-Register und die Orgel ist in einem Kasten unterhalb der Drehleier untergebracht, wobei auch hier die Bälge über die Achse der Drehleier bewegt werden und die Ventile über die Drehleiertastatur gespielt. Diese Tastatur ist nach unten erweitert um eine Quinte, allerdings diatonisch. Dadurch wird der Tonumfang der Orgel entsprechend vergrößert. Damit ist dieses Instrument das einzige erhaltene, dessen Tonumfang dem entspricht, den Joseph Haydn in seinen Werken für das Instrument verlangt.

## Repertoire
Im 18. Jahrhundert wurden dafür unter anderem von Adalbert Gyrowetz, Joseph Haydn, Vincenzo Orgitano, Ignaz Pleyel und   Franz Xaver Sterkel komponiert. Die Werke all dieser Komponisten entstanden im Auftrag von Ferdinand IV. in Neapel über Vermittlung des österreichischen Diplomaten und Musikers Norbert Hadrawa der selbst dieses Instrument spielte und es dem König lehrte.

## Spielweise
Spieltechnisch unterscheidet sich die Orgelleier wesentlich von der Drehleier, mit der sie Tastatur und Mechanik teilt. Es ist möglich, die Orgelregister mehrstimmig zu spielen, wobei die Melodiesaite der Drehleier dann jeweils beim höchsten Ton eines gegriffenen Mehrklanges verkürzt wird und klingt. Damit ist es nicht ohne weiteres möglich, Triller und Arpeggien unter Liegenlassen der tieferen Töne zu spielen, wie das auf der Drehleier gerne gemacht wird: Der liegenbleibende Ton erklingt im Orgelregister. 
Die Melodiesaite kann über den Druck auf die Taste in der Tonhöhe beeinflusst werden, wodurch in diesem Register ein Vibrato möglich ist, auch können benachbarte Töne verschliffen werden. Auch ein dynamisches Spiel der Saiten ist möglich. 
Da das Orgelregister aus dem Magazinbalg auch dann noch einige Sekunden mit Luft versorgt wird, wenn nicht gekurbelt wird, ist es möglich, dieses weiter zu spielen, während die Drehleiersaiten nicht gestrichen werden. Dadurch wird die rechte Hand frei, in derartigen Passagen zu registrieren, also Orgelregister an- und abzustellen und Drehleiersaiten ein- und auszuhängen. Technisch ist es so auch möglich, kurze Passagen zweihändig zu greifen.

## Gegenwart
Mit dem Erstdruck der Haydnschen Konzerte durch H. C. Robbins Landon 1959 begann eine lange Reihe von Versuchen die, zu deren originalgetreuer Aufführung notwendigen, Orgelleiern nachzubauen. Einige Instrumentenbauer haben sich daran versucht, unter anderem Yves Donnier, Harald Elofsson, Robert Moore, Kurt Reichmann, Theo Scharpach und Wolfgang Weichselbaumer. 1978 präsentierte Reichmann aus Frankfurt am Main seinen Nachbau auf der Frankfurter Musikmesse. Scharpach baute 2000 ein derartiges Instrument für Eric Fisser. Ab 2004 baute Weichselbaumer in Wien vier Orgelleiern, die seit dem Jahresbeginn 2005 regelmäßig bei Konzerten mit dem Ensemble Baroque de Limoges verwendet werden, Konzerte unter anderem in der Cité de la musique in Paris oder dem Musikverein in Wien. Orgelleier-Solisten bei diesen Aufführungen sind Matthias Loibner, Tobie Miller und Thierry Nouat.